# Adriano Visconti
Adriano Visconti di Lampugnano (11 de noviembre de 1915 - 29 de abril de 1945) fue uno de los mejores ases de la aviación de Italia en la Segunda Guerra Mundial, derribando entre 10 y 26 aviones enemigos. Fue condecorado con cuatro Medallas de Plata al Valor Militar (en italiano: Medaglia d'argento al Valor Militare) y dos Medallas de Bronce al Valor Militar (en italiano: Medaglia di Bronzo al Valor Militare) "en combate".

## Primeros años
Hijo del conde Galeazzo Visconti y de Cecilia Dall'Aglio, nació en Trípoli, en la Libia italiana. Sus padres fueron dos colonos italianos que se establecieron en Tripolitania en 1911. Desde su adolescencia mostró una gran pasión por los aviones.
Se alistó en la Real Fuerza Aérea Italiana (Regia Aeronautica) en octubre de 1936 y completó su formación de piloto en la Accademia Aeronautica de Caserta.

## Carrera
Visconti se graduó en el Breda BA25, y más tarde pilotó un RO41. En 1939 recibió el título de subteniente piloto (Sottotenente Pilota) y fue enviado a la 159ª Squadriglia equipada con el Breda 65, 12ºGruppo 50º Stormo, una unidad de ataque terrestre con base en Tobruk.
Poco después fue trasladado por poco tiempo a la 23ª Squadriglia del 2º Gruppo Aviazione Presidio Coloniale por motivos de disciplina, pero se le permitió volver a su cuerpo inicial por " su heroísmo en combate": El Breda Ba 65 de Visconti había sido atacado por tres Gladiators del 33º Escuadrón pero, gracias a su pericia como piloto, Visconti y su tripulación escaparon al enfrentamiento. Por esta hazaña, además de permitírsele regresar al 50º Stormo, Visconti fue condecorado con la primera de sus Medaglia di Bronzo. Desde junio de 1940 hasta finales de ese año voló constantemente y sin permiso, recibiendo otra Medaglia di Bronzo y dos Medaglia d'argento.
En enero de 1941, el 50º Stormo había sufrido tantas bajas que la tropa tuvo que ser disuelta. Visconti fue destinado al 54º Stormo, 7º Gruppo, 76ª Squadriglia, donde aprendió a pilotar el Macchi C.200. Posteriormente voló con el avión Macchi C.202 desde finales de 1941 hasta el Armisticio de 8 de septiembre de 1943.

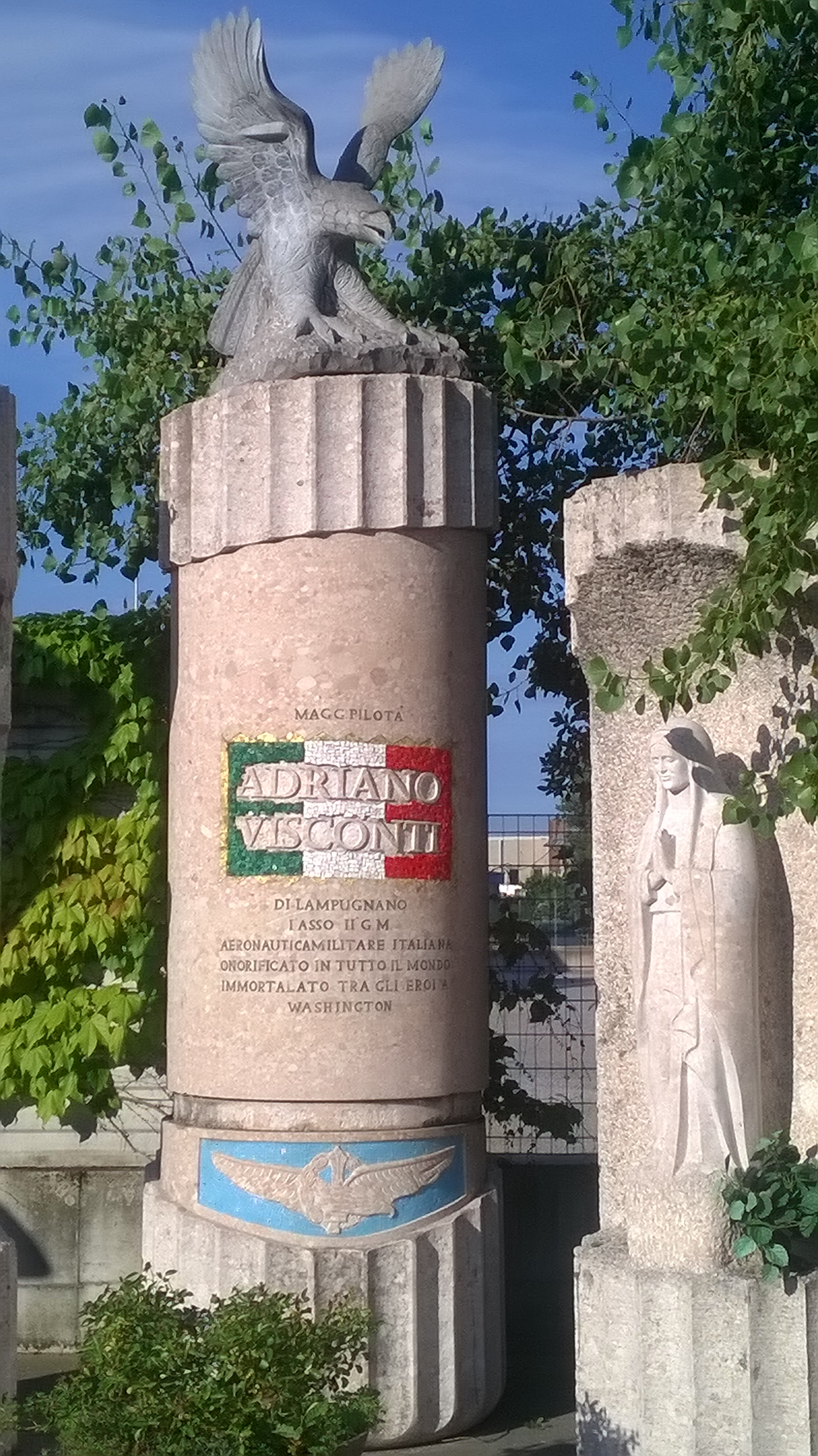
Monumento dedicado a Adriano Visconti.

El 22 de diciembre de 1941, en un combate aéreo sobre Malta, se le adjudicó un "supuesto" Hawker Hurricane. Su primera victoria aérea oficial fue el 15 de junio de 1942, cuando derribó un Bristol Blenheim cerca de la isla de Pantelaria. El 13 de agosto de 1942, mientras volaba con un copiloto en una unidad de exploración con dos C.202 por Malta en busca de un convoy marítimo, los aviones italianos fueron derribados por cuatro Supermarine Spitfire que escoltaban a los barcos. Visconti, que pilotaba el Macchi por segunda vez, pudo derribar dos Spitfires y dañar los otros dos, permitiendo al otro Macchi completar la tarea de exploración. Por esta doble victoria en el aire, Visconti recibió la Medaglia d'Argento al Valor Militare (Medalla de Plata al Valor Militar).
Tras el armisticio, Visconti continuó volando con la recién creada Aeronáutica Nacional Republicana (Aeronautica Nazionale Repubblicana, o ANR) de la República Social Italiana (Repubblica Sociale Italiana, o RSI). Poco después de incorporarse a la ANR, Visconti fue ascendido a capitán, al mando del 1er Escuadrón del 1er Gruppo Caccia. En mayo de 1944 fue nombrado comandante.
Hasta la disolución del ANR en 1945, Visconti pilotó el Macchi C.205 y el Messerschmitt Bf 109G-10. Se le atribuye el mérito de haber sido el primer "comandante" de una escuadrilla. Se le atribuye su primera " derrota " con el ANR el 3 de enero de 1944, cuando, pilotando un C.205, derribó un P-38 Lightning al sur de la ciudad piamontesa de Cúneo. Visconti fue herido en varias ocasiones, pero nunca de gravedad.
A pesar de que no llegó a superar la decena de bajas, algunas fuentes le atribuyen 26. La mayoría de sus victorias se produjeron pilotando un Macchi 205V; la última, contra un P-47 sobre el lago de Garda, el 14 de marzo de 1945, fue con un Bf 109 G10 designado "3-4", pero en realidad sólo fue un "siniestro", ya que el piloto con el que se encontró en el cara a cara no fue derribado.

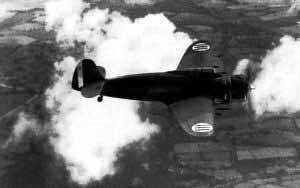
Breda Ba.65: Visconti empezó la Segunda Guerra Mundial siendo piloto de ataques terrestres.

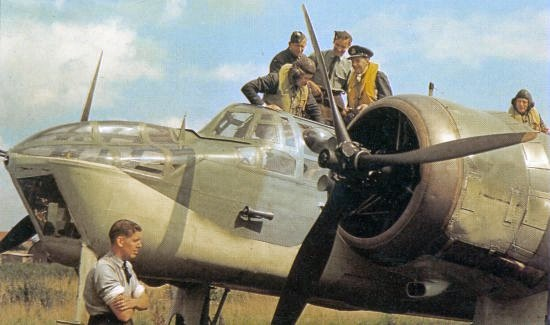
Un bombardero Bristol Blenheim fue la primera "víctima" de Visconti.

De hecho, el 14 de marzo de 1945 Adriano Visconti fue derribado por el piloto de la USAAF y 2º Teniente Charles Clark Eddy Jr. en un P-47 al que llamó "Chickenbones" del 346º FS, 350º FG. Se encontraban en un combate aéreo en la zona del lago de Garda cuando el avión de Visconti fue alcanzado e inutilizado por Eddy en un ataque frontal, Visconti saltó en paracaídas a muy baja altura y sobrevivió pese a sus heridas leves, mientras que el P-47 de Eddy regresó sano y salvo a su base aérea de Pisa. Esta historia puede ser verificada leyendo el artículo "L'UOMO CHE ABBATTE' VISCONTI" (EL HOMBRE QUE ABATIÓ A VISCONTI), en el ejemplar del 3 de marzo de 1989 de la revista italiana "Aeronautica", que está basado en las notas tomadas en aquel momento por Eddy en su cuaderno, lo que permite reconstruir el combate y comprender que él era el "adversario" de Visconti (un hecho completamente desconocido para el propio Eddy hasta entonces).

## Muerte
El 29 de abril de 1945, Visconti se entregó a los guerrilleros comunistas junto al aeródromo de Malpensa, en Milán, sólo después de que le aseguraran que ningún miembro del personal de aire y tierra de su unidad moriría en los contraataques. El alcalde de Milán también le garantizó su seguridad cuando se lo llevaron para interrogarlo.
Visconti y los demás oficiales fueron llevados en dos autobuses al cuartel de la "Caballería de Saboya" (Savoia Cavalleria) en la vía Vincenzo Monti. El cuartel estaba entonces bajo el mando de la Intendenza della Guardia Nazionale Repubblicana (Intendencia de la Guardia Nacional Republicana). Fue allí donde, a las 14.00 horas, Visconti y el teniente Valerio Stefanini, su colaborador más cercano, fueron llevados a un interrogatorio ordinario. Los dos fueron abatidos de un tiro en la espalda por un guardaespaldas ruso del líder guerrillero comunista "Iso".

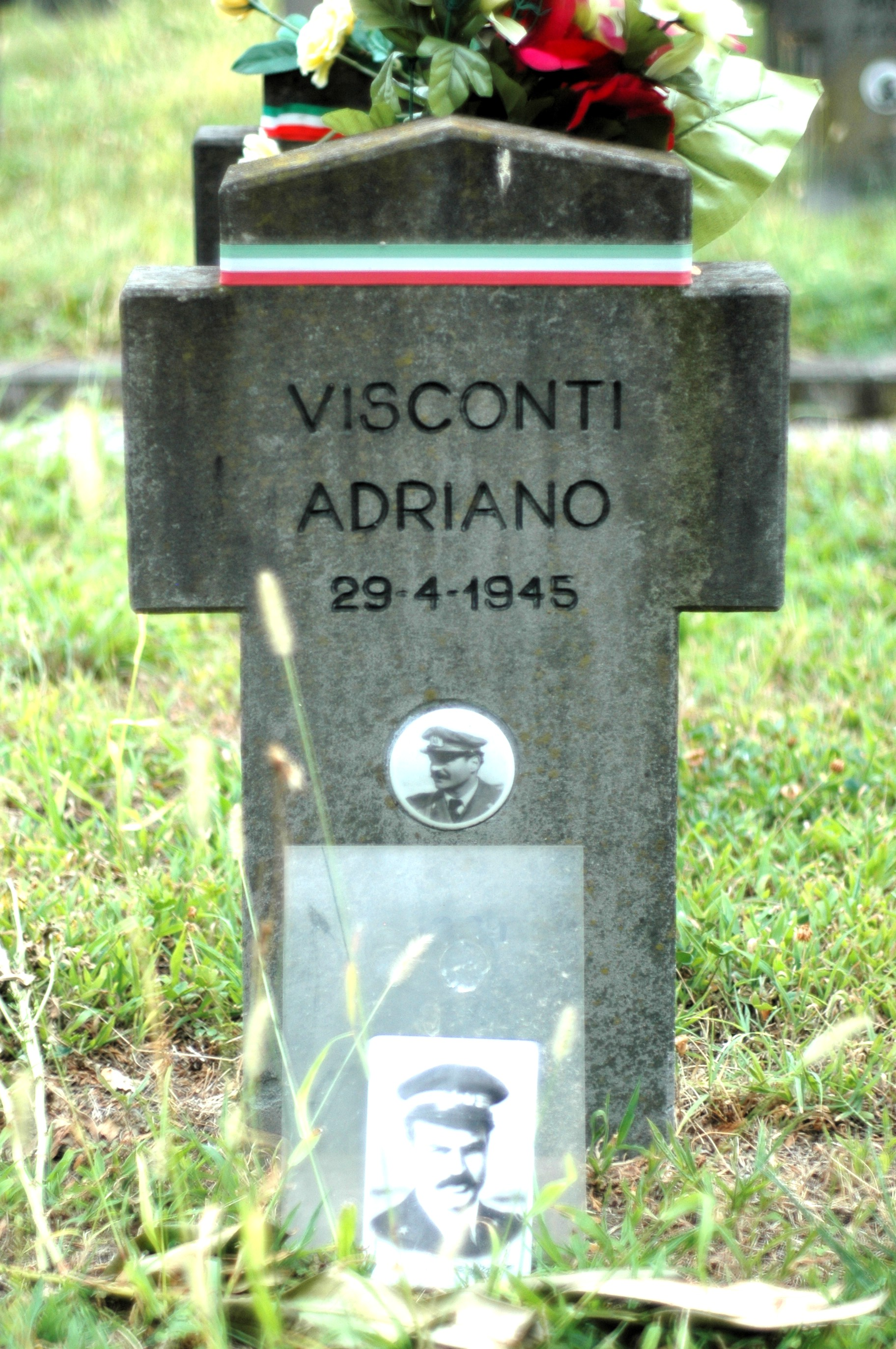
Tumba de Adriano Visconti, con sus fotos.

El ruso fue acusado de asesinato, pero posteriormente fue absuelto porque el crimen había tenido lugar antes del 8 de mayo de 1945, fecha oficial del fin de la guerra en Italia, y por tanto se consideraba un acto propio de la guerra. En un principio, Visconti y Stefanini fueron enterrados de forma precipitada en el patio del cuartel de Caballería de Saboya. En mayo de 1945, un grupo de compañeros aviadores y amigos, entre los que se encontraban Giuseppe Robetto, Ugo Diappi, Luigi Botto e Irma Rachelli, organizaron el traslado de los cuerpos al Cimitero Monumentale di Milano.